# 리카르도 몬탈반
리카르도 몬탈반(Ricardo Montalbán, 1920년 11월 25일 ~ 2009년 1월 14일)은 멕시코와 미국의 배우이다.

## 출연 작품
- 앤트 불리 (2006) - 애니메이션
- 스파이 키드 3D: 게임 오버 (2003)
- 스파이 키드 2: 잃어버린 꿈들의 섬 (2002)
- 혹성 탈출 탄생 스토리 (1998)
- MGM: 사자가 으르렁거릴 때 (1992)
- 총알 탄 사나이 (1988)
- 스타 트렉 2: 칸의 분노 (1982)
- 조로 (1974)
- 혹성탈출: 노예들의 반란 (1972)
- 혹성탈출: 제3의 인류 (1971)
- 스위트 채리티 (1969)
- 비밀지령 (1968)
- 캐넌 목장 (1967)
- 마담 X (1966)
- 싱잉 넌 (1965)
- 샤이안 (1964)
- 청춘의 모험 (1962)
- 사요나라 (1957)
- 바빌론의 풍운 (1954)
- 라틴 러버스 (1953)
- 섬브레로 (1953)
- 투 윅스 위드 러브 (1950)
- 미스테리 스트리트 (1950)
- 보더 인시던트 (1949)
- 넵툰의 딸 (1949)
- 배틀그라운드 (1949)
- 외딴 섬에서 당신과 함께 (1948)
- 키싱 밴디트 (1948)
- 피에스타 (1947)

### 텔레비전
- Climax! (1955, 1956)
- 첩보원 0011 (1964, 1966)
- 스타 트렉 (1967)
- 하와이 파이브-O (1968, 1972)
- 원더우먼 (1974)
- 꿈꾸는 낙원 (1977-84)
- 불타는 서부 (1978)
- 다이너스티 (1986)